# ويليام غوزمان
ويليام غوزمان (بالإسبانية: William Guzmán)‏ (9 سبتمبر 1994 في المكسيك - ) هو لاعب كرة قدم مكسيكي في مركز الهجوم. لعب مع نادي غوادالاخارا وCoras FC ‏.

## وصلات خارجية
- ويليام غوزمان على موقع قاعدة بيانات كرة القدم.إي يو (الإنجليزية)
- ويليام غوزمان على موقع Soccerway.com (الإنجليزية)